# Liboriuskapelle (Creuzburg)
Die Liboriuskapelle ist eine ehemalige Wallfahrtskapelle der Spätgotik bei Creuzburg im Westen Thüringens. Sie steht am Ufer der Werra unmittelbar neben der historischen Werrabrücke. Das architektonische Ensemble bildet ein Wahrzeichen dieser Stadt.

## Geschichte

### Brückenkapelle
Um 1223 wurde auf Veranlassung des Thüringer Landgrafen Ludwig IV. mit dem Bau der steinernen (zunächst hölzernen, mehrfach zerstörten) Creuzburger Brücke begonnen, zu ihrem Schutz wurden am östlichen Brückenkopf Befestigungen angelegt. Kurz nach 1223 entstand an der Brücke eine erste (hölzerne) Brückenkapelle, welche dem himmlischen Schutz der Brücke und dem Wohl der Reisenden gewidmet war. 1498 beschlossen die Priorin des Creuzburger St.-Jakob-Klosters, Jutta von Hundelshausen und der Amtmann der Creuzburg Georg, Burggraf von Kirchberg den Bau einer repräsentativen Kapelle an dieser Werrabrücke. Der Baubeginn – laut einer Inschrift am Portal – war der 5. Tag nach St. Bartholomäus
im Jahr 1499.

### Wallfahrtskapelle

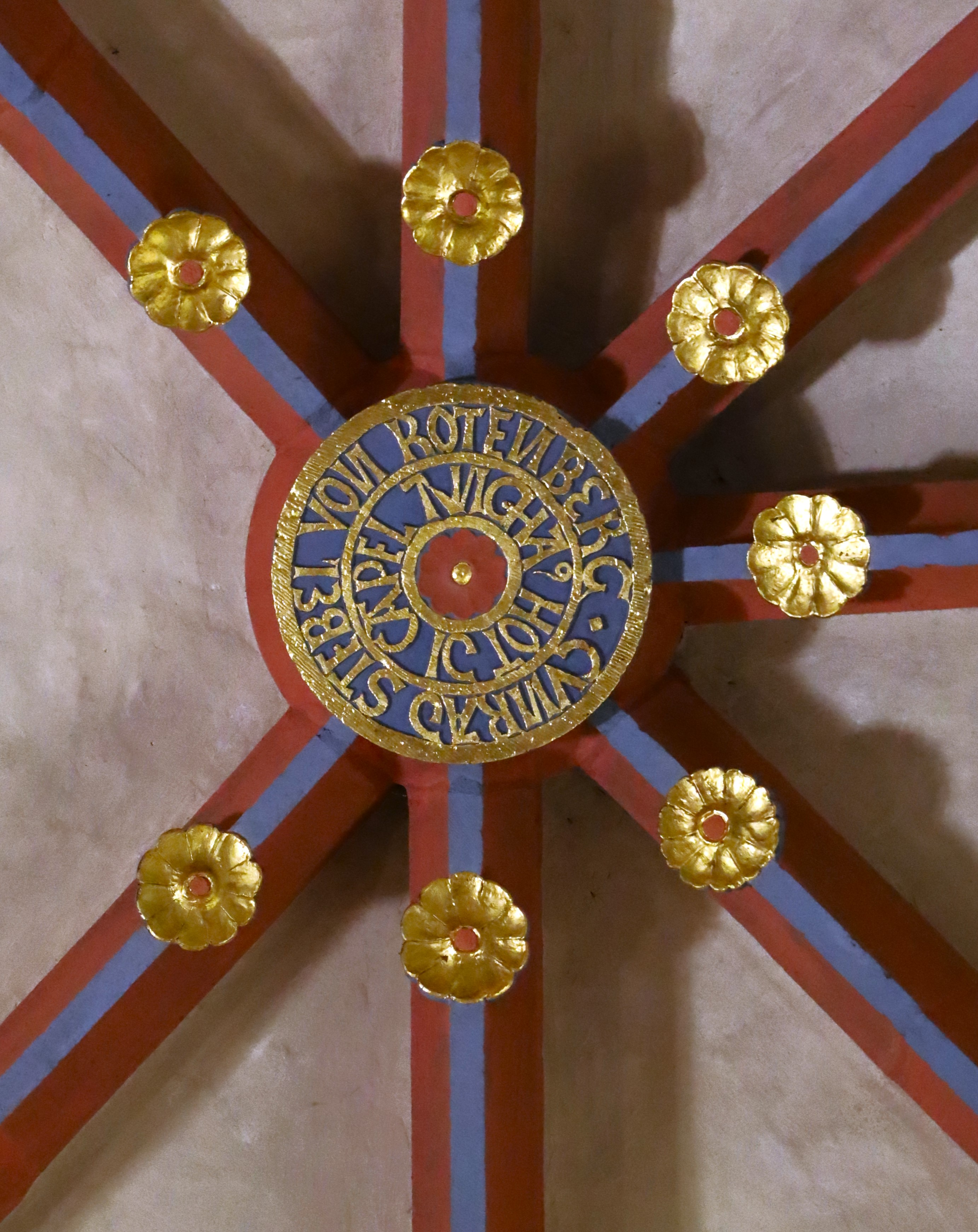
Schlussstein

Die neuerbaute Kapelle wurde dem Heiligen Liborius geweiht. Sie wurde, auch wegen der verkehrsgünstigen Lage, ein stark besuchter Wallfahrtsort. Um 1520 wurde das Innere der Kapelle, deren Baumeister Cunrad Stebel von Rotenburg war, mit Fresken aus der Lebensgeschichte der Heiligen Elisabeth und der Christusgeschichte ausgemalt. Am 1. September 1523 verkündete der Kartäusermönch Albert von Kempten vor großer Menschenmenge die lutherische Lehre, viele Creuzburger wechselten daraufhin zum evangelischen Glaubensbekenntnis über. 1525 erreichten die Wirren des Bauernkrieges auch Creuzburg, 1528 wurde das Kloster geschlossen. Der reiche Freskenschmuck der Liboriuskapelle wurde übertüncht.

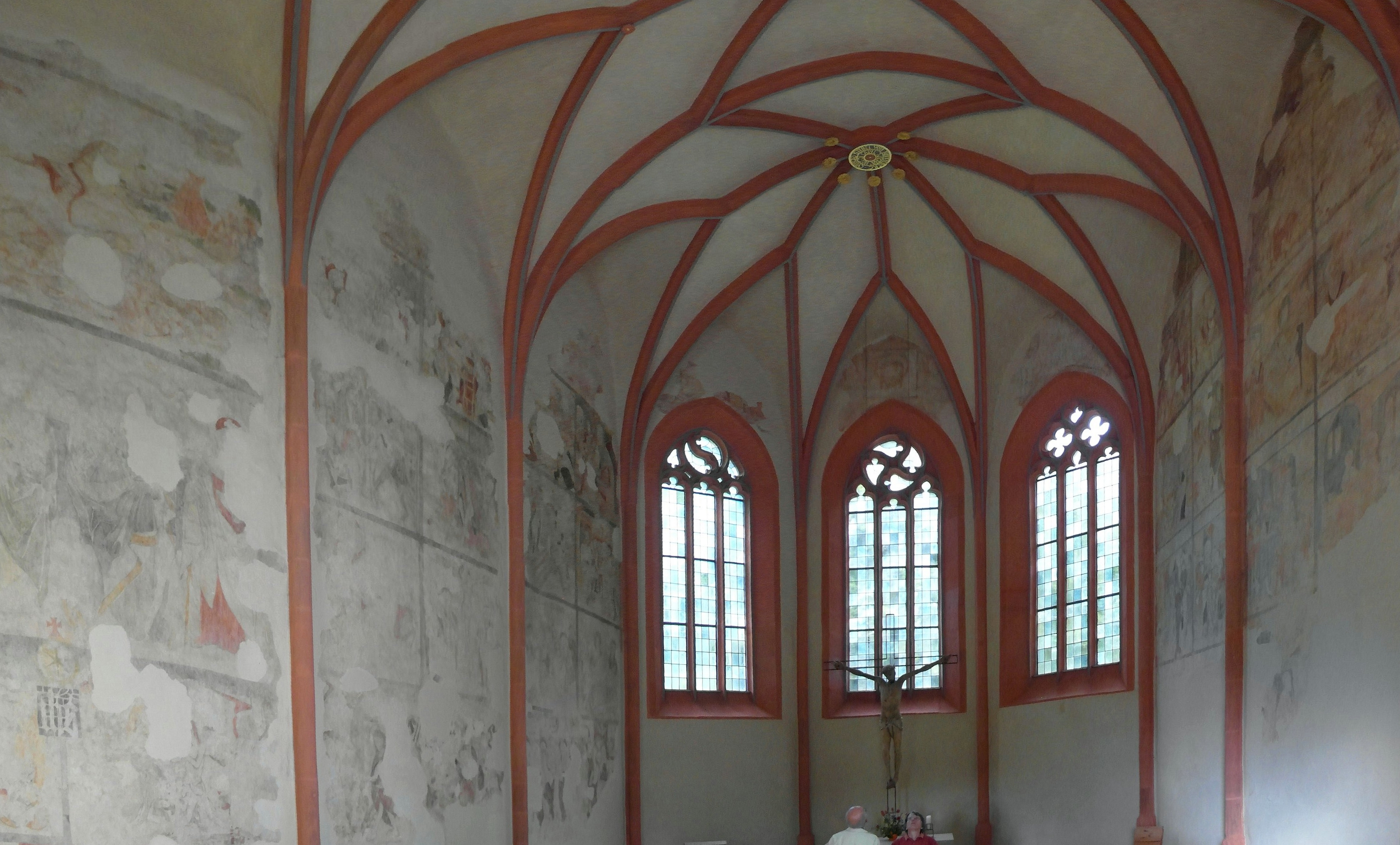
Innenraum der Sankt-Liborius-Kapelle

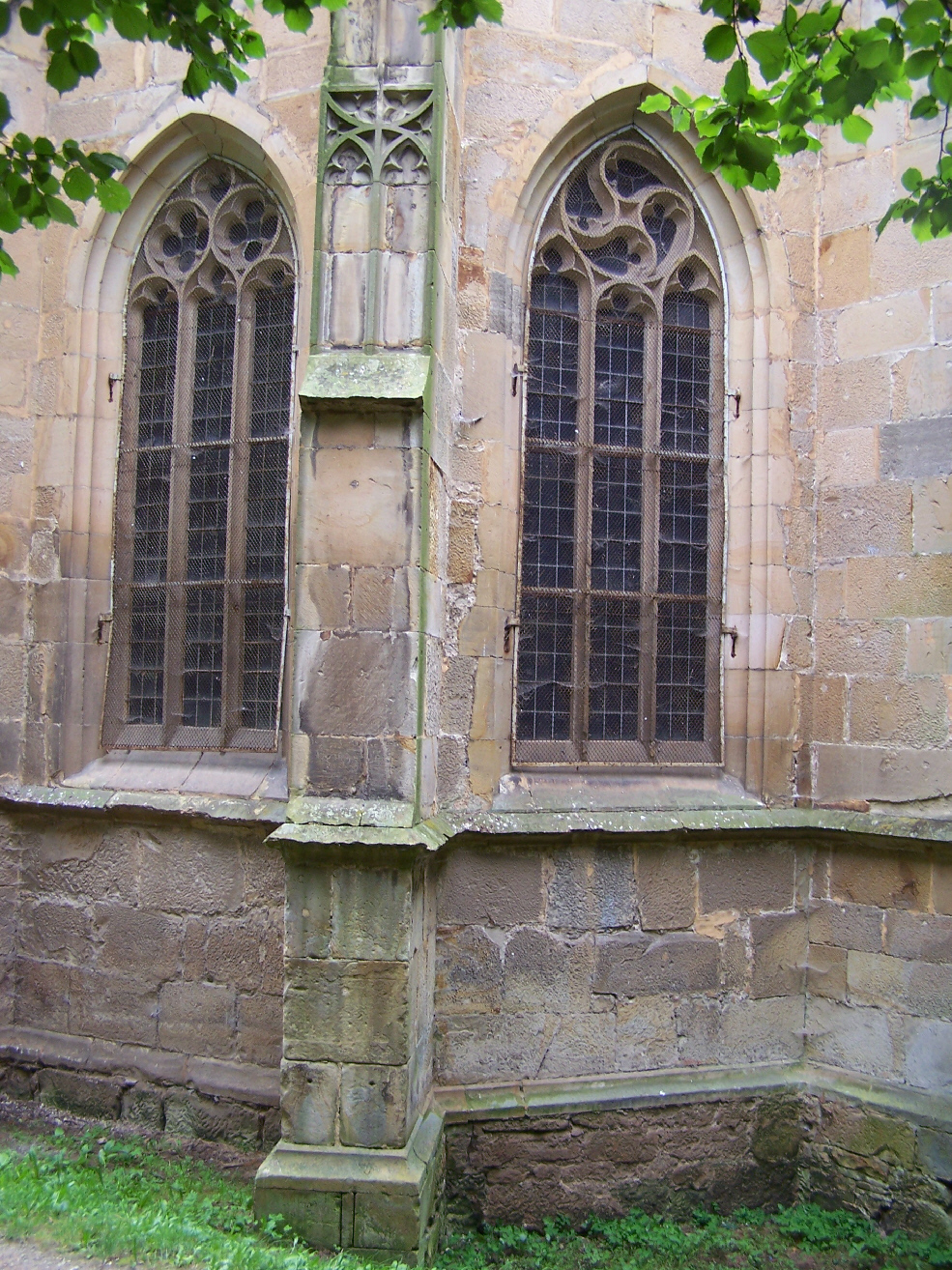
Details der Fenster
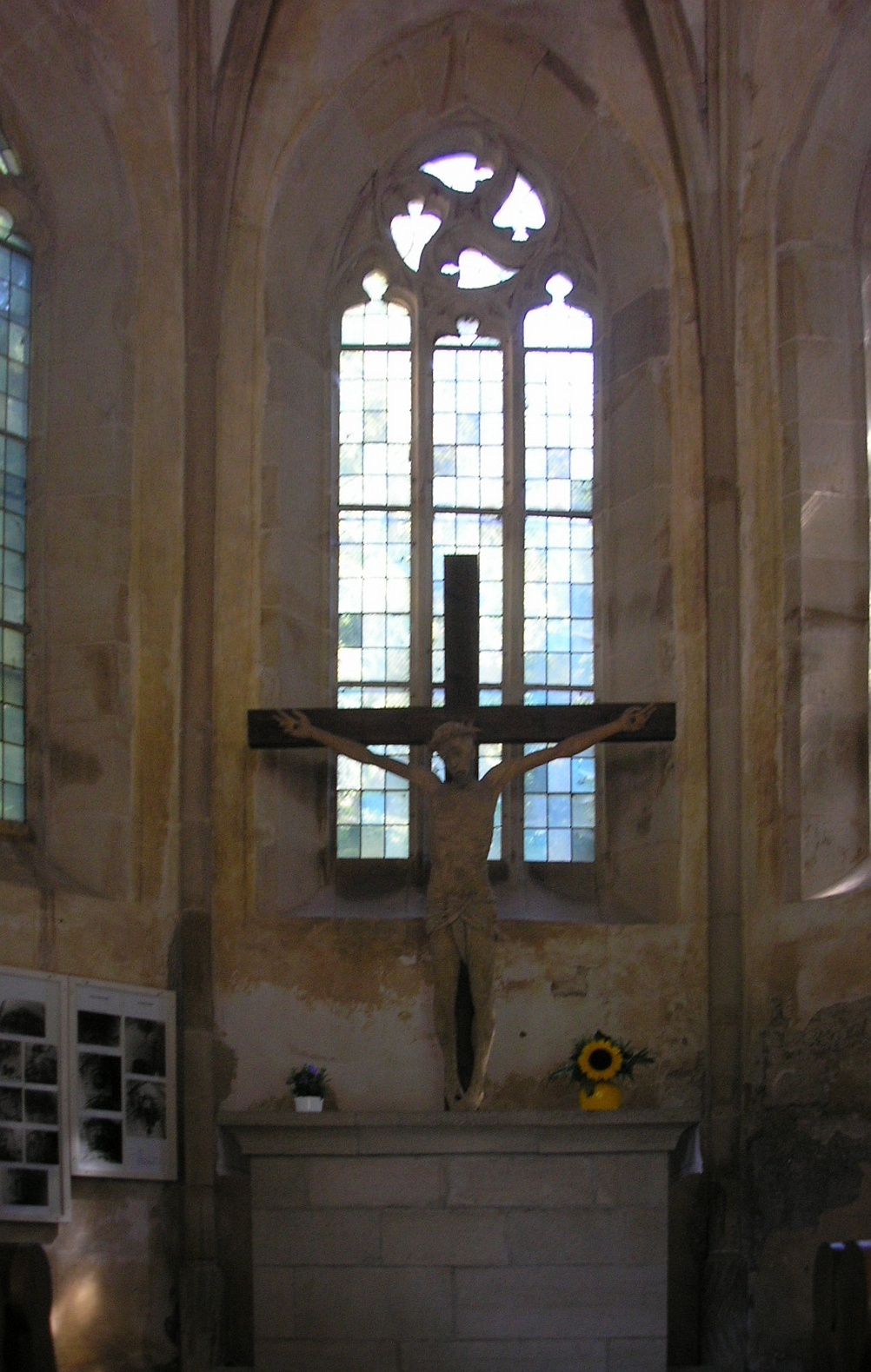
Kruzifix
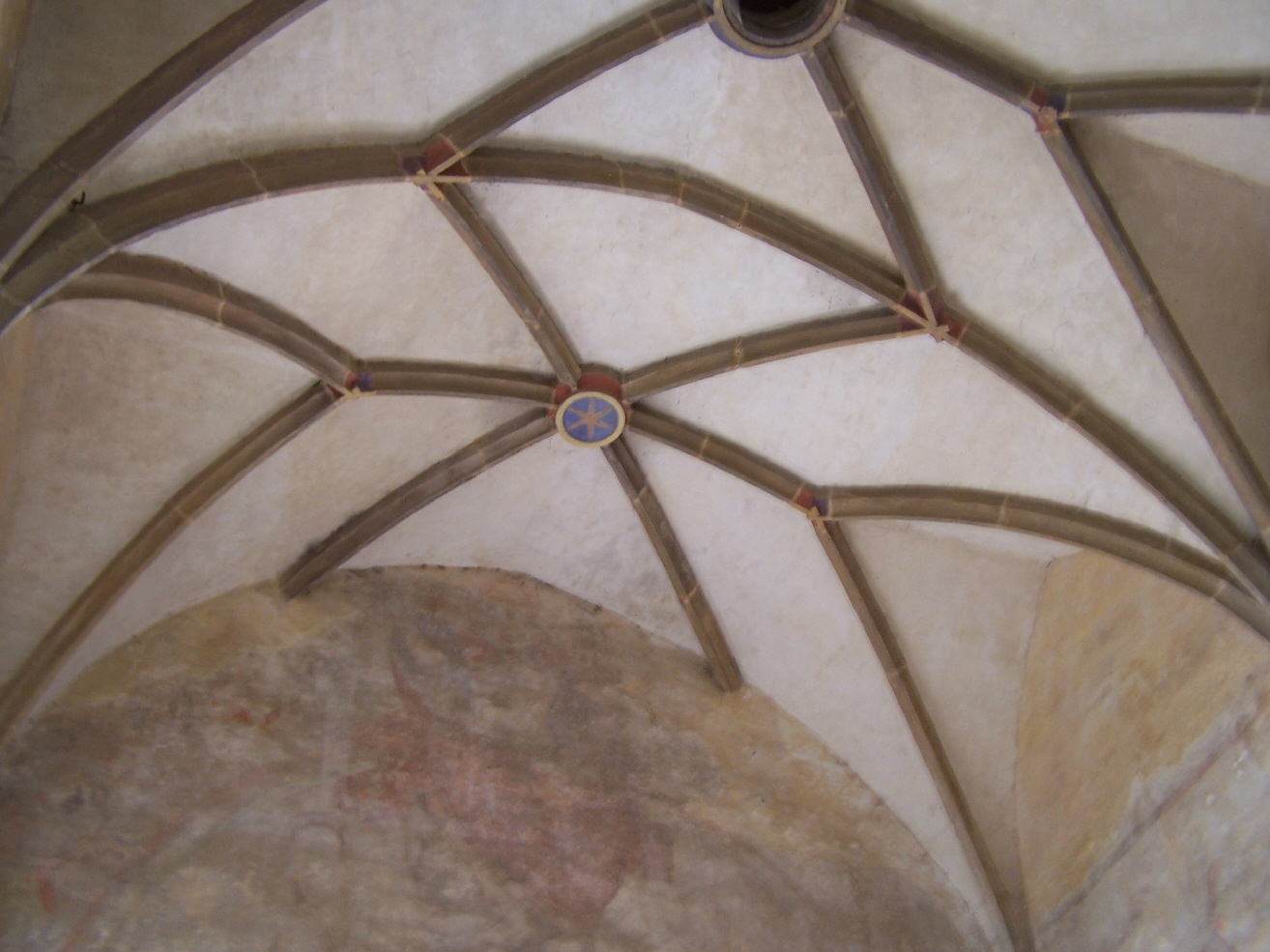
Details am Netzgewölbe
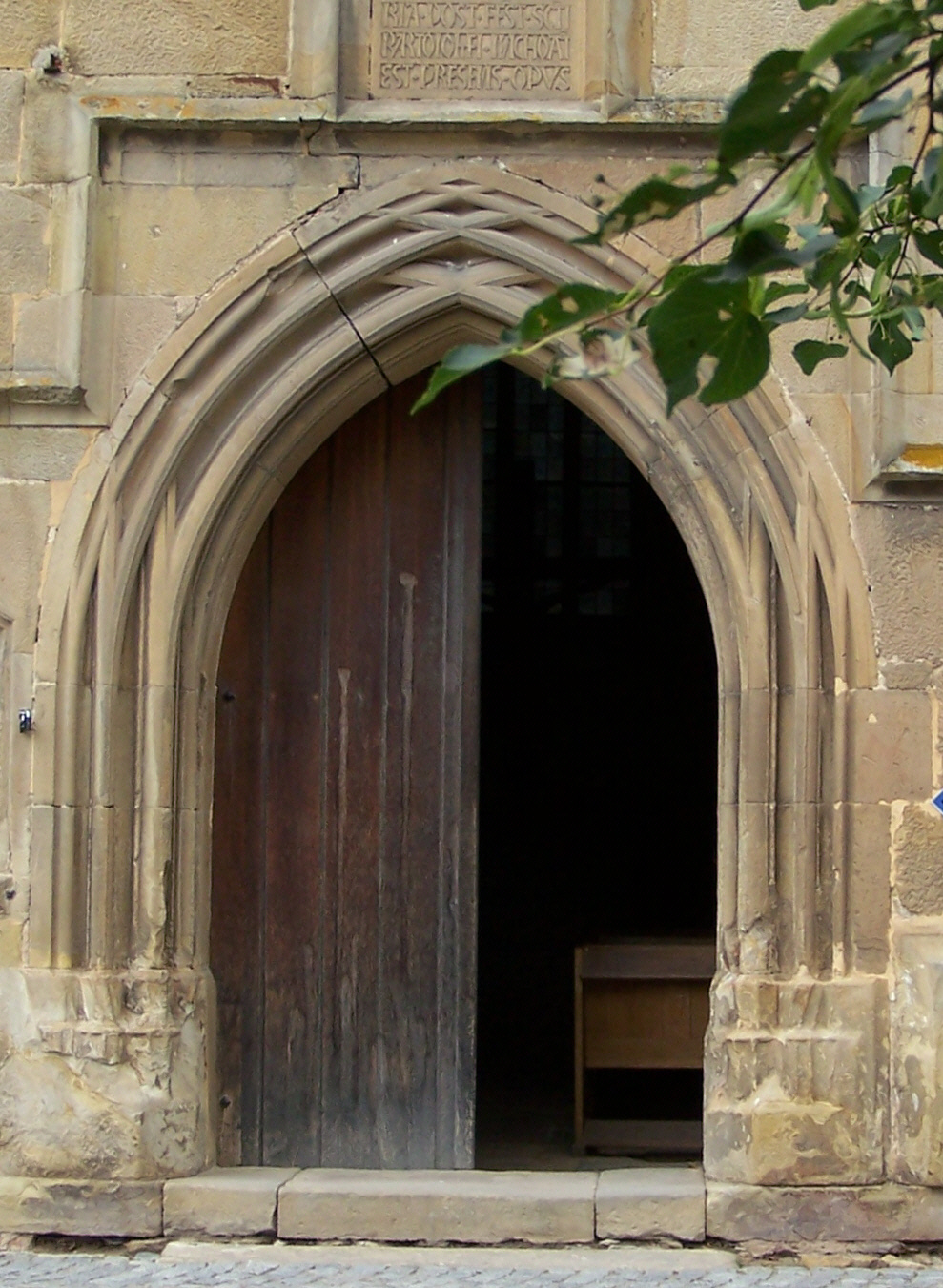
Details am Portal

### Reparaturen
Erste belegbare Reparaturarbeiten (Dachneudeckung) erfolgten 1680 und 1715, dann auch verbunden mit der Neugestaltung des Innenraumes. 1717 wurde ein alter Wehrturm an der Brücke abgebrochen. 1840 wurden auf Veranlassung des Großherzogs Carl Alexander die Fenster mit farbigen Glasmalereien versehen. Bei Reinigungsarbeiten wurden 1932–38 die Reste der Ausmalung entdeckt und anschließend nach und nach freigelegt.

### Kriegsfolgen und Verkehrsbelastungen
Am 1. April 1945 wurde Creuzburg von amerikanischen Truppen eingenommen. Bei diesen Kampfhandlungen wurde bei der Sprengung der Werrabrücke auch die Kapelle schwer beschädigt, Fenster wurden eingedrückt und das Dach wurde abgedeckt. Die Beseitigung der Folgeschäden durch eindringende Feuchtigkeit wurde erst 1955 beendet. Ein weiteres Problem bildet die Salzbelastung der Werra. Sie verursachte Salzausblühungen im Mauerwerk und chemische Reaktionen mit dem Malgrund der Fresken. Zusätzlich stellte der zunehmende Schwerlastverkehr, verbunden mit Abgasen und Vibrationen, bis zur Sperrung der historischen Werrabrücke ein Problem dar.

### Tourismus
Die Liboriuskapelle war bereits in den 1920er Jahren ein beliebter Anziehungspunkt für Touristen. Nach der Grenzschließung 1961 war das Denkmal für viele Jahre bis Mitte der 1970er Jahre unerreichbar. 1986 wurde die neue Werrabrücke dem Verkehr übergeben. Eine längst fällige Generalsanierung der historischen Werrabrücke wird gegenwärtig durchgeführt.

## Baugeschichte
Der einschiffige Bau misst etwa 13 m × 9 m. Aus gelbem Sandstein errichtet, bildet die Kapelle mit der siebenbogigen Brücke einen malerischen Eindruck vor dem Hintergrund der grauweißen Felslandschaft und den grünbewaldeten Hängen des Wallstiegs.
Den beengten Platzverhältnissen auf einem kleinen Felssporn angepasst, wurde die Kapelle nach Nordosten ausgerichtet, die Schmalseite mit dem noch original erhaltenen Kirchenportal im Süden. Reiches Maßwerk verziert nicht nur die vier Fenster, auch die acht Strebepfeiler sind mit Blendmaßwerk dekoriert. An zwei Fenstern sind spätgotische Fischblasenornamente zu erkennen. Das Portal wird eingerahmt von spitzbogigen, sich überkreuzenden Profilleisten. Über dem Portal findet sich noch die verwitterte lateinische Inschrift: Im Jahre 1499 am 5. Tage nach dem Feste des heiligen Bartholomäus wurde dieser Bau begonnen.
Das runde Oberlicht in Traufhöhe und das die Kapelle bekrönende Kreuz gliedern die Fassade nach streng symmetrischen Regeln. Eine kleine Fensternische neben dem Portal ermöglichte es einst den Pilgern, einen Blick auf das hier aufgestellte Heiligenbild zu werfen. Drei Kragsteine markieren die Lage eines ehemals vorhandenen Verbindungsbaus zum benachbarten Wehrturm oder einer Galerie. Sehenswert ist die Kapelle auch von der rückwärtigen Seite, hier sind die präzise aufgestellten Strebepfeiler und die drei gotischen Fenster bemerkenswert, welche durch die notwendigen Schutzgitter nicht ihre volle Pracht entfalten können. Die bemalten Glasfenster wurden 1945 zerstört.
Das Innere der Kapelle misst etwa 11 m × 7 m. Wiederum bestimmt strenge Symmetrie das Bild. Hinter dem Altar befindet sich ein schönes Kruzifix. Das Gewölbe wird mit einem dekorativen Netz von Streben und Gewölberippen gegliedert, sie ruhen auf schlanken Wandsäulen. Der nördliche Gewölbeschlussstein kündet vom Baumeister der Kapelle: Kunrad Stebel von Rotenburg hot di Capel angha. (Vergleiche oben) Dargestellt sind auf der Westwand (über dem Portal) das Jüngste Gericht, auf den anderen Wänden findet sich ein Passionszyklus und ein Elisabethzyklus – beide ursprünglich mit jeweils 18 Feldern. Alle Fresken sind stark verblasst, eine Fotoausstellung zeigt die interessantesten Motive.
Für die Creuzburger Geschichte besitzt der Elisabeth-Zyklus einen starken lokalen Bezug: auf der landgräflichen Creuzburg verbrachte Elisabeth von Thüringen viele Monate ihres kurzen Lebens, hier wurden ihre Kinder geboren. Das Leben der Heiligen, konzentriert auf 18 Stationen, bietet auch in der Abschiedsszene die älteste (schematisierte) Darstellung von Creuzburg. Die dauerhafte Erhaltung der wertvollen Fresken ist ein mühsames und aufwändiges Verfahren, welches nicht in wenigen Wochen oder Monaten zu lösen wäre. Häufige, starke Schwankungen der Luftfeuchtigkeit – durch die Nähe zum Fluss begründet –, die Luftverschmutzung durch den Fahrzeugverkehr und die weiter voranschreitenden Zerfallsprozesse von Malgrund und Farbe gilt es zu beherrschen.